# 메뚜기
메뚜기(영어: Grasshopper)는 메뚜기목 메뚜기아목(Caelifera)에 속하는 곤충의 총칭 또는 보편적으로 벼메뚜기(Oxya chinensis sinuosa) 한 종만을 부르는 말이다. 일반적으로 몸이 중형이거나 대형 곤충류이다. 뒷다리는 뛰는데 알맞게 발달하였으며, 청각기나 발음기를 가진 종이 많다.

## 생태
주로 풀이 무성한 곳이나 논, 밭 등에서 벼나 콩 따위의 잎을 갉아먹으며, 천적은 거미, 사마귀, 때까치, 개구리, 여치 같은 포식성 동물과 메뚜기에 기생하여 죽이는 메뚜기 병원균, 곰팡이 등이 있다.

## 대발생

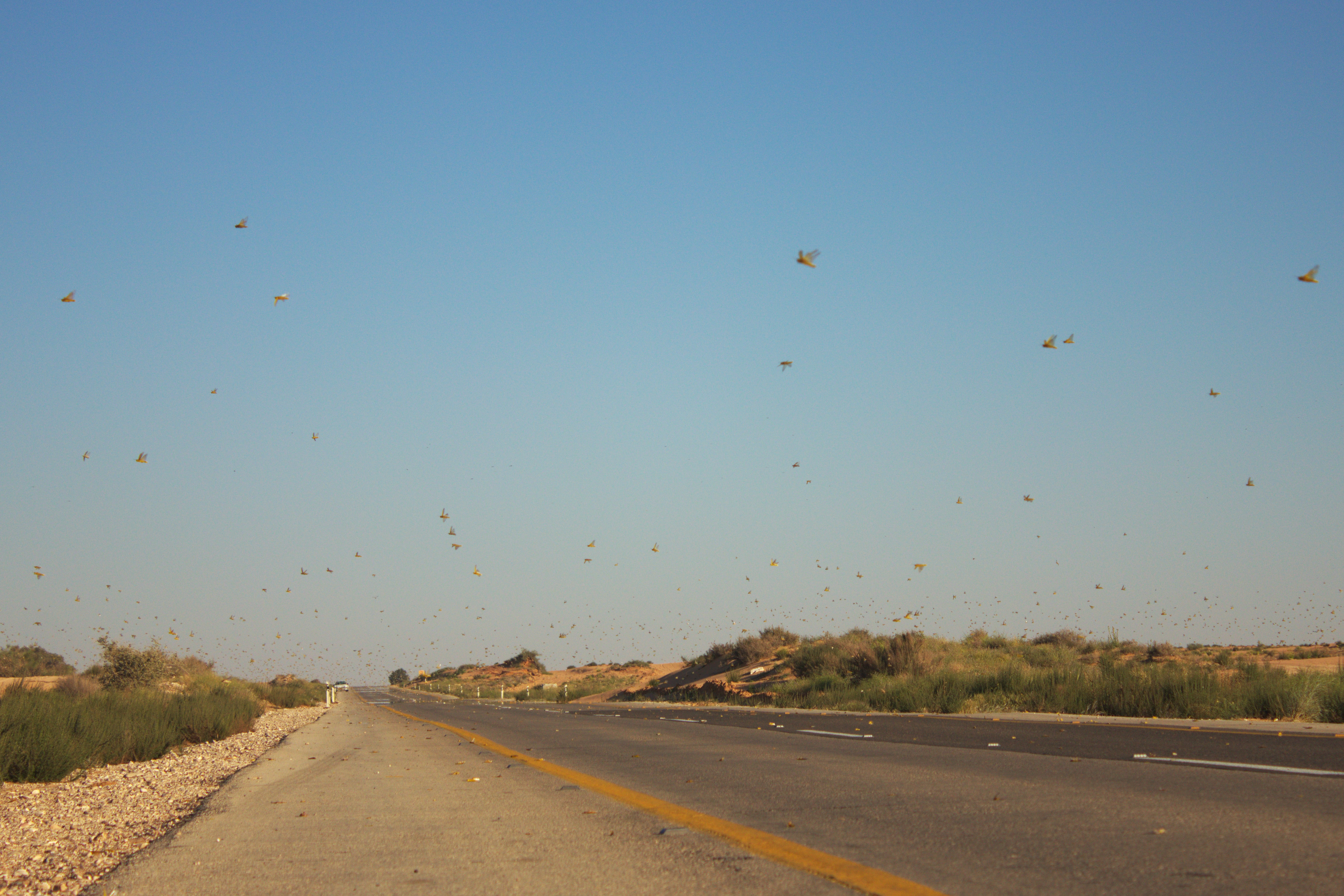
사막메뚜기 떼

서남아시아나 중국 등의 지역에서는 농업에 큰 해를 끼치는 해충으로서, 이들의 피해는 고대부터 기록이 남아있을 정도로 역사가 깊다. 구약성서의 출애굽기에는 메뚜기(אַרְבֶּה)의 습격을 야훼의 심판으로 묘사할 정도이다. 지금도 예멘, 사우디아라비아를 비롯한 아프리카와 중동 국가들은 메뚜기로 인해 큰 농업피해를 보고 있으며, 일부 지역에서는 항공방제로 인해 주민들이 생활의 불편을 겪는 민폐가 발생하고 있다. 한 무리가 1,000억 마리까지도 되는 사막메뚜기(Schistocerca gregaria)들은, 하루 자기 몸무게 분량의 2배나 되는 작물을 먹어치우는 식욕을 지녔으며 1톤의 메뚜기 떼가 하루에 사람 2500명분 식량을 먹어치운다고 한다. 중국을 배경으로 한 펄 벅의 소설 대지에서도 풀무치에 의한 피해가 묘사되어 있다. 한국에서도 신라 시대, 조선 시대에 메뚜기(누리(풀무치), 황충 또는 비황)의 습격을 받았다고 기록되어 있다. 2014년 8월 31일에는 전남 해남군 산이면에서 풀무치가 대발생하여 20ha에 달하는 피해를 주기도 하였다. 풀무치 떼는 2일만에 방제에 성공하였다.

## 식용
메뚜기는 아주 오래전부터 인류의 먹을거리가 되었다. 여러 국가에서 메뚜기는 고단백 음식으로 여겨지고 있다. 구약 성경의 레위기에는 땅에 기어다니는 모든 벌레 중에서 메뚜기만이 야훼가 이스라엘 백성들에게 정해 준 먹을 수 있는 음식으로 묘사되어 있으며, 세례자 요한도 광야에서 메뚜기와 꿀을 먹었다고 기록되어 있다. 한국에서는 풀무치와 벼메뚜기를 식용으로 사용한다.

## 하위 분류
메뚜기목
- 여치아목(Ensifera)
- 메뚜기아목(Caelifera)
  - 메뚜기하목(Acrididea)
    - 메뚜기상과(Acridoidea)
      - 메뚜기과(Acrididae)
      - Charilaidae
      - Dericorythidae
      - Lathiceridae
      - Lentulidae
      - Lithidiidae
      - Ommexechidae
      - 주름메뚜기과(Pamphagidae)
      - Pyrgacrididae
      - 느림보메뚜기과(Romaleidae)
      - Tristiridae

    - 성냥개비메뚜기상과(Eumastacoidea)
      - Chorotypidae
      - Episactidae
      - 성냥개비메뚜기과(Eumastacidae)
      - Euschmidtiidae
      - Mastacideidae
      - Morabidae
      - † Promastacidae
      - Thericleidae

    - 가지메뚜기상과(Proscopioidea)
      - 가지메뚜기과(Proscopiidae)

    - † Locustopsoidea
      - † Araripelocustidae
      - † Bouretidae
      - † Eolocustopsidae
      - † Locustavidae
      - † Locustopsidae

    - 방광메뚜기상과(Pneumoroidea)
      - 방광메뚜기과(Pneumoridae)

    - 섬서구메뚜기상과(Pyrgomorphoidea)
      - 섬서구메뚜기과(Pyrgomorphidae)

    - 사막긴뿔메뚜기상과(Tanaoceroidea)
      - 사막긴뿔메뚜기과(Tanaoceridae)

    - 모메뚜기상과(Tetrigoidea)
      - 모메뚜기과(Tetrigidae)

    - 나뭇잎메뚜기상과(Trigonopterygoidea)
      - 나뭇잎메뚜기과(Trigonopterygidae)
      - Xyronotidae

  - 좁쌀메뚜기하목(Tridactylidea)
    - † Dzhajloutshelloidea
      - † Dzhajloutshellidae

    - † Regiatoidea
      - † Regiatidae

    - 좁쌀메뚜기상과(Tridactyloidea)
      - 샌드그로퍼과(Cylindrachetidae)
      - 진흙좁쌀메뚜기과(Ripipterygidae)
      - 좁쌀메뚜기과(Tridactylidae)

### 한국산 메뚜기
- 풀무치
- 각시메뚜기
- 벼메뚜기
- 방아깨비
- 섬서구메뚜기
- 딱다기
- 콩중이
- 팥중이
- 팔공산밑들이메뚜기
- 모메뚜기
- 좁쌀메뚜기

## 계통 분류
다음은 2002년 "생명의 나무 프로젝트"(The Tree of Life Web Project)에 제안된 계통 분류이다.

|  | 사마귀목           |
|  |                    |
|  | 바퀴목 및 흰개미목 |
|  |                    |

|  | 대벌레붙이목   |
|  |                |
|  | 귀뚜라미붙이목 |
|  |                |

|  | 흰개미붙이목 |
|  |              |
|  | 대벌레목     |
|  |              |

|  | 여치아목   |
|  |            |
|  | 메뚜기아목 |
|  |            |

|  | 사마귀목           |
|  |                    |
|  | 바퀴목 및 흰개미목 |
|  |                    |

|  | 대벌레붙이목   |
|  |                |
|  | 귀뚜라미붙이목 |
|  |                |

|  | 흰개미붙이목 |
|  |              |
|  | 대벌레목     |
|  |              |

|  | 여치아목   |
|  |            |
|  | 메뚜기아목 |
|  |            |

|  | \| \| 다듬이벌레목 및 이목 \| \| \| \| \| \| 총채벌레목 \| \| \| \| \| \| 노린재목 \| \| \| \| |
|  |                                                                                                |
|  | 내시상목                                                                                       |
|  |                                                                                                |
|  | 다듬이벌레목 및 이목                                                                           |
|  |                                                                                                |
|  | 총채벌레목                                                                                     |
|  |                                                                                                |
|  | 노린재목                                                                                       |
|  |                                                                                                |

|  | 다듬이벌레목 및 이목 |
|  |                      |
|  | 총채벌레목           |
|  |                      |
|  | 노린재목             |
|  |                      |

|  | 사마귀목           |
|  |                    |
|  | 바퀴목 및 흰개미목 |
|  |                    |

|  | 대벌레붙이목   |
|  |                |
|  | 귀뚜라미붙이목 |
|  |                |

|  | 흰개미붙이목 |
|  |              |
|  | 대벌레목     |
|  |              |

|  | 여치아목   |
|  |            |
|  | 메뚜기아목 |
|  |            |

|  | 사마귀목           |
|  |                    |
|  | 바퀴목 및 흰개미목 |
|  |                    |

|  | 대벌레붙이목   |
|  |                |
|  | 귀뚜라미붙이목 |
|  |                |

|  | 흰개미붙이목 |
|  |              |
|  | 대벌레목     |
|  |              |

|  | 여치아목   |
|  |            |
|  | 메뚜기아목 |
|  |            |

|  | \| \| 다듬이벌레목 및 이목 \| \| \| \| \| \| 총채벌레목 \| \| \| \| \| \| 노린재목 \| \| \| \| |
|  |                                                                                                |
|  | 내시상목                                                                                       |
|  |                                                                                                |
|  | 다듬이벌레목 및 이목                                                                           |
|  |                                                                                                |
|  | 총채벌레목                                                                                     |
|  |                                                                                                |
|  | 노린재목                                                                                       |
|  |                                                                                                |

|  | 다듬이벌레목 및 이목 |
|  |                      |
|  | 총채벌레목           |
|  |                      |
|  | 노린재목             |
|  |                      |

## 참고 문헌
- 이 문서에는 다음커뮤니케이션(현 카카오)에서 GFDL 또는 CC-SA 라이선스로 배포한 글로벌 세계대백과사전의 내용을 기초로 작성된 글이 포함되어 있습니다.